# アカヤガラ
アカヤガラ（赤矢柄、学名: Fistularia petimba）は、トゲウオ目ヤガラ科に属する海水魚である。インド太平洋および大西洋の温帯・亜熱帯域に広く生息し、日本でも南日本を中心にみられる。細長い体型と赤い体色が特徴的な大型魚で、最大で体長2 mに達した記録がある。同属種にアオヤガラ (F. commersonii ) がいるが、こちらはより小型で、また体色が暗青色であることなどから本種と識別される。美味な高級魚であり、淡白な白身を刺身や吸い物などにして食す。漢方薬としても用いられることがある。

## 分類

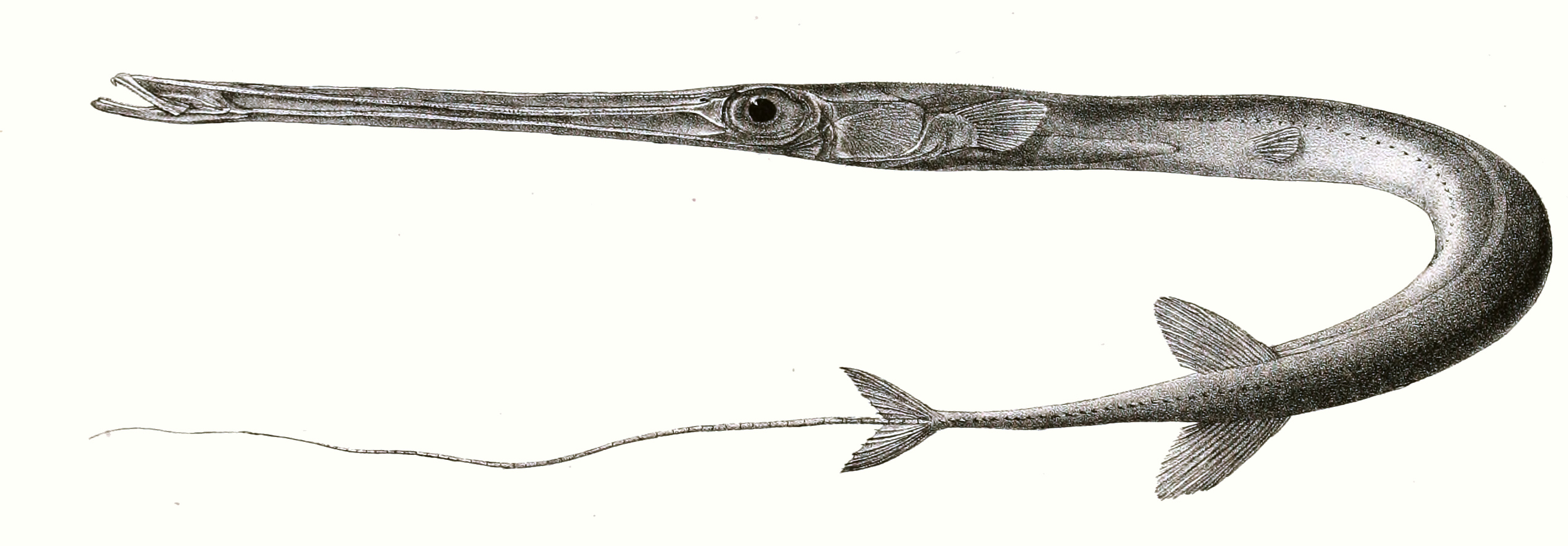
本種の図版。

アカヤガラは、トゲウオ目ヤガラ科に含まれる唯一の属、ヤガラ属Fistularia に現在認められている4種のうちの1種である。本種は、フランスの博物学者ベルナール・ジェルマン・ド・ラセペードによって1803年に初記載された。この時与えられた学名がFistularia petimba で、この学名が現在でも有効である。1816年にジョルジュ・キュヴィエが記載したF. serrata とF. immaculata をはじめ、後年に記載されたいくつかの種が本種と同種とみなされており、それらは全て現在では無効なシノニムとなっている（分類表参照）。

## 形態

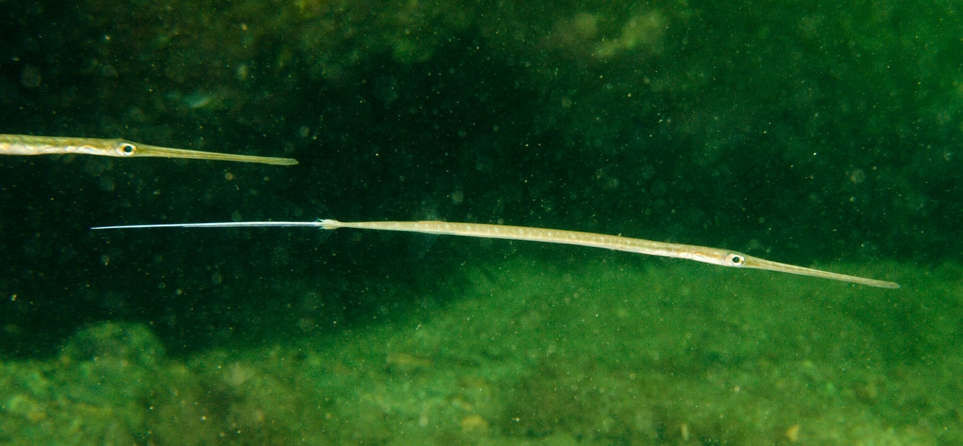
泳ぐアカヤガラの幼魚。

### 概要
本種は最大で標準体長2 m、体重4.7 kgに達する大型種である。通常みられるのは標準体長1 m程度の個体である。体は細長く、円筒形でやや縦扁する。吻は管状で細長い。両眼の間の領域は凹む。背鰭は13-15軟条、臀鰭は14-15軟条からなり、いずれも棘条はない。尾鰭は二叉し、中央軟条が長く伸長する。背鰭前方と、肛門前方の正中線上に細長い鱗状の骨板がある。尾柄部の側線上の鱗には、先端の鋭い後向棘がある。生時の体色は赤色から橙褐色である。

### 同属種との識別
厳密には背鰭前方と肛門前方の正中線上に鱗状の骨板が存在すること、および尾柄部の側線鱗の後向棘が鋭いことを指標に同属他種と識別される。例えば日本に生息するヤガラ属魚類としては本種の他にアオヤガラがいるが、この種では尾柄部の側線鱗に鋭い棘はみられず、また背鰭前方と肛門前方の正中線上に骨板はみられない。大西洋に生息するマダラヤガラF. tabacaria においても背鰭前方と肛門前方の正中線上に骨板はみられず、この点で本種と識別できる。日本においては、本種がアオヤガラより大型で沖合性が強いこと、また暗青色の体色を示すアオヤガラに対し、本種が赤い体色を示すことから識別が可能である。

## 分布

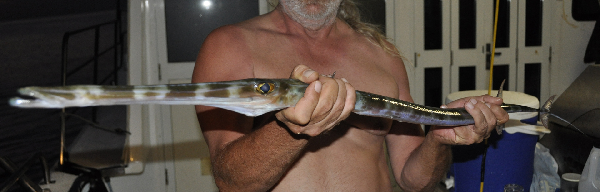
オーストラリア・ダーウィンで釣り上げられたアカヤガラ。

本種は大西洋およびインド太平洋の温帯から亜熱帯域にかけて広く生息する。オーストラリアやハワイなどでもみられる。熱帯域では、より深い海域や、冷たい湧昇流のある海域に生息することが多い。2017年に地中海イスラエル沖においても生息が確認されたが、これは紅海からスエズ運河を通じて侵入したものと考えられている。
日本においても南日本を中心に生息し、北海道から九州南岸の各地と、伊豆諸島、小笠原諸島、琉球列島でみられる。沿岸ではやや稀だが、沖合の定置網などでまとまってとれることがある。

## 生態
水深10-200 mの海域の砂泥底でみられ、土佐湾では主に水深30-100 m、東シナ海では50-180 m、中国の南シナ海北部沿岸では150-200 mに多い。卵生で、卵径2 mmほどの分離浮性卵を産み、そこから6-7 mm程度の仔魚が孵化する。九州では産卵期は5月から8月までにわたる。孵化した仔魚はその後河口域に向かいそこで成長する。本種は薄明薄暮性の肉食魚で、魚類やイカ類などを捕食する。小魚などの群れに細長い体型を生かして身を隠しながらゆっくりと近づいたのち、群れに突っ込んで細長い口で獲物を吸い込み捕食する。

## 人間との関係
本種は世界各地で漁業の対象になる食用魚である。日本では底引網や定置網などで漁獲される。肉は淡白な白身で美味で、高級魚とみなされている。夏から秋にかけてが旬で、大型個体は刺身、小型魚は吸い物にして食される。吻の部分を粉末にしたものは漢方薬としても用いられる。